# 랴오양시
랴오양(요양시, 중국어: 辽阳市, 遼陽市, 문화어: 료양시, 만주어: ᠶᠠ‍ᠩ
ᠯᡳᠶᠣᠣ Liyoo Yang)은 랴오닝성에 위치하며 고대부터 요동의 중심지였으며, 군사상 중요도시이며 신흥 공업도시이다.

## 지리
성도 선양에서 차로 1시간 거리에 있으며 랴오허·타이쯔허에 면한다. 동쪽은 번시 시, 남쪽과 서쪽으로 안산 시와 접한다.

## 행정 구역

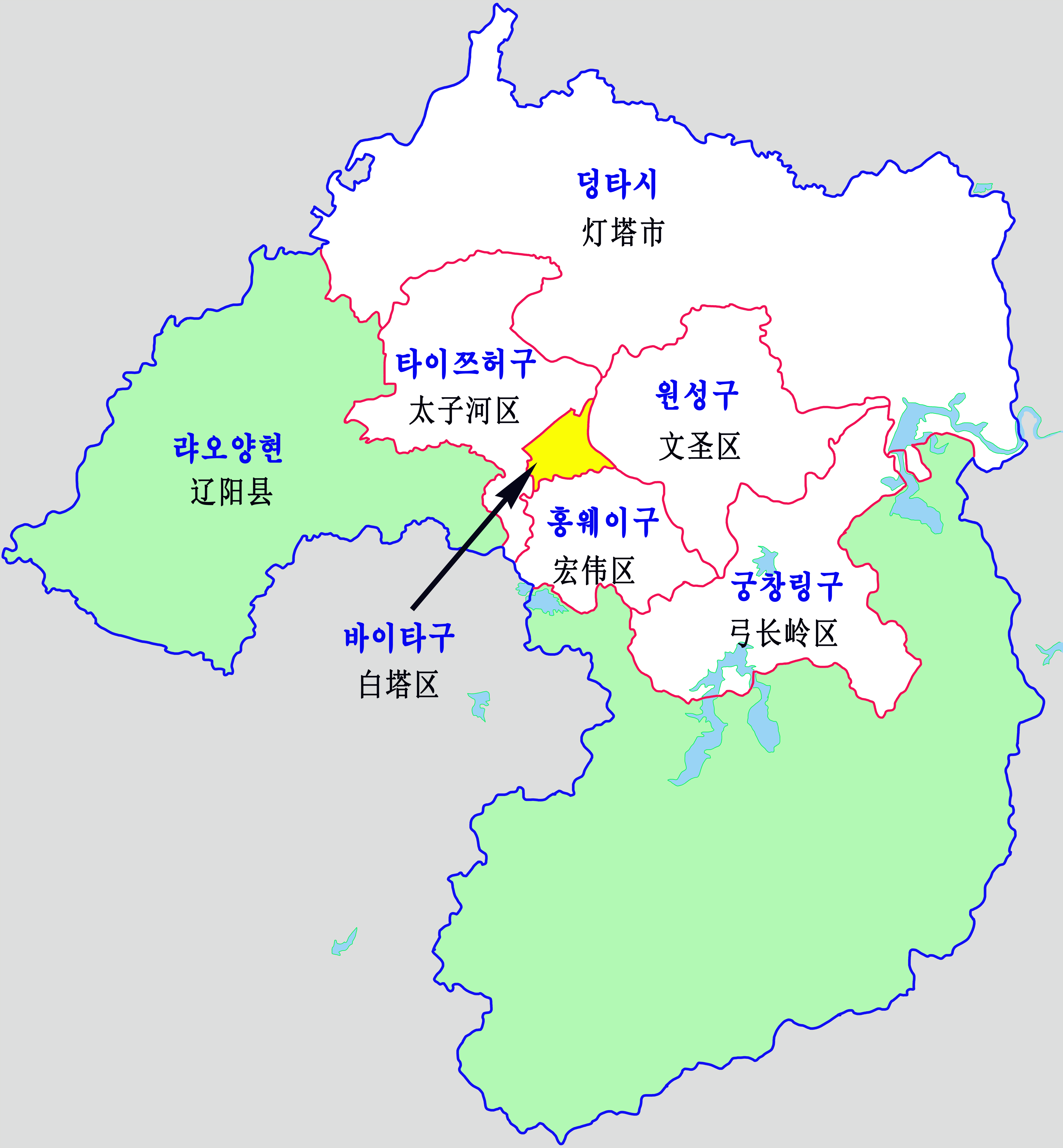
랴오양시 현급구역

5개 구, 1개 현급시, 1개 현으로 구성된다.
시할구
- 궁창링 구(弓长岭区)
- 바이타 구(白塔区)
- 원성 구(文圣区)
- 타이쯔허 구(太子河区)
- 훙웨이 구(宏伟区)

현급시
- 덩타 시(灯塔市)

현
- 랴오양 현(辽阳县)

## 기후
| 랴오양시의 기후                                               | 랴오양시의 기후 | 랴오양시의 기후 | 랴오양시의 기후 | 랴오양시의 기후 | 랴오양시의 기후 | 랴오양시의 기후 | 랴오양시의 기후 | 랴오양시의 기후 | 랴오양시의 기후 | 랴오양시의 기후 | 랴오양시의 기후 | 랴오양시의 기후 | 랴오양시의 기후 |
| 월                                                            | 1월             | 2월             | 3월             | 4월             | 5월             | 6월             | 7월             | 8월             | 9월             | 10월            | 11월            | 12월            | 연간            |
| ------------------------------------------------------------- | --------------- | --------------- | --------------- | --------------- | --------------- | --------------- | --------------- | --------------- | --------------- | --------------- | --------------- | --------------- | --------------- |
| 역대 최고 기온 °C (°F)                                        | 9.3 (48.7)      | 18.0 (64.4)     | 21.2 (70.2)     | 29.8 (85.6)     | 35.5 (95.9)     | 37.0 (98.6)     | 36.2 (97.2)     | 35.8 (96.4)     | 33.2 (91.8)     | 29.4 (84.9)     | 21.2 (70.2)     | 13.2 (55.8)     | 37.0 (98.6)     |
| 일평균 최고 기온 °C (°F)                                      | −3.6 (25.5)     | 1.1 (34.0)      | 8.3 (46.9)      | 17.6 (63.7)     | 24.3 (75.7)     | 28.0 (82.4)     | 29.9 (85.8)     | 29.1 (84.4)     | 24.9 (76.8)     | 17.1 (62.8)     | 6.9 (44.4)      | −1.1 (30.0)     | 15.2 (59.4)     |
| 일일 평균 기온 °C (°F)                                        | −9.8 (14.4)     | −4.8 (23.4)     | 2.7 (36.9)      | 11.6 (52.9)     | 18.4 (65.1)     | 22.8 (73.0)     | 25.4 (77.7)     | 24.3 (75.7)     | 18.6 (65.5)     | 10.7 (51.3)     | 1.4 (34.5)      | −6.8 (19.8)     | 9.5 (49.2)      |
| 일평균 최저 기온 °C (°F)                                      | −15.1 (4.8)     | −10.3 (13.5)    | −2.8 (27.0)     | 5.4 (41.7)      | 12.4 (54.3)     | 17.5 (63.5)     | 21.1 (70.0)     | 19.9 (67.8)     | 12.8 (55.0)     | 4.8 (40.6)      | −3.6 (25.5)     | −11.8 (10.8)    | 4.2 (39.5)      |
| 역대 최저 기온 °C (°F)                                        | −35.6 (−32.1)   | −34.9 (−30.8)   | −19.8 (−3.6)    | −12.1 (10.2)    | −2.1 (28.2)     | 5.4 (41.7)      | 12.5 (54.5)     | 8.3 (46.9)      | −0.3 (31.5)     | −8.9 (16.0)     | −24.7 (−12.5)   | −27.1 (−16.8)   | −35.6 (−32.1)   |
| 평균 강수량 mm (인치)                                         | 6.6 (0.26)      | 9.8 (0.39)      | 16.2 (0.64)     | 34.5 (1.36)     | 61.2 (2.41)     | 94.2 (3.71)     | 153.6 (6.05)    | 178.4 (7.02)    | 61.0 (2.40)     | 46.3 (1.82)     | 26.3 (1.04)     | 11.5 (0.45)     | 699.6 (27.55)   |
| 평균 강수일수 (≥ 0.1 mm)                                      | 3.4             | 3.2             | 4.4             | 6.7             | 9.2             | 10.8            | 12.0            | 11.2            | 7.1             | 6.5             | 5.5             | 4.0             | 84              |
| 평균 강설일수                                                 | 4.9             | 4.4             | 4.0             | 1.1             | 0               | 0               | 0               | 0               | 0               | 0.5             | 4.3             | 5.3             | 24.5            |
| 평균 상대 습도 (%)                                            | 61              | 54              | 49              | 47              | 52              | 64              | 75              | 77              | 71              | 64              | 62              | 62              | 62              |
| 평균 월간 일조시간                                            | 164.7           | 178.4           | 218.5           | 224.5           | 248.6           | 213.6           | 182.4           | 189.4           | 218.4           | 196.2           | 151.0           | 146.4           | 2,332.1         |
| 가능 일조율                                                   | 55              | 59              | 59              | 56              | 55              | 47              | 40              | 45              | 59              | 58              | 51              | 51              | 53              |
| 출처: 중국기상국 (평년값: 1991년~2020년, 극값: 1981년~2010년) |                 |                 |                 |                 |                 |                 |                 |                 |                 |                 |                 |                 |                 |

## 역사

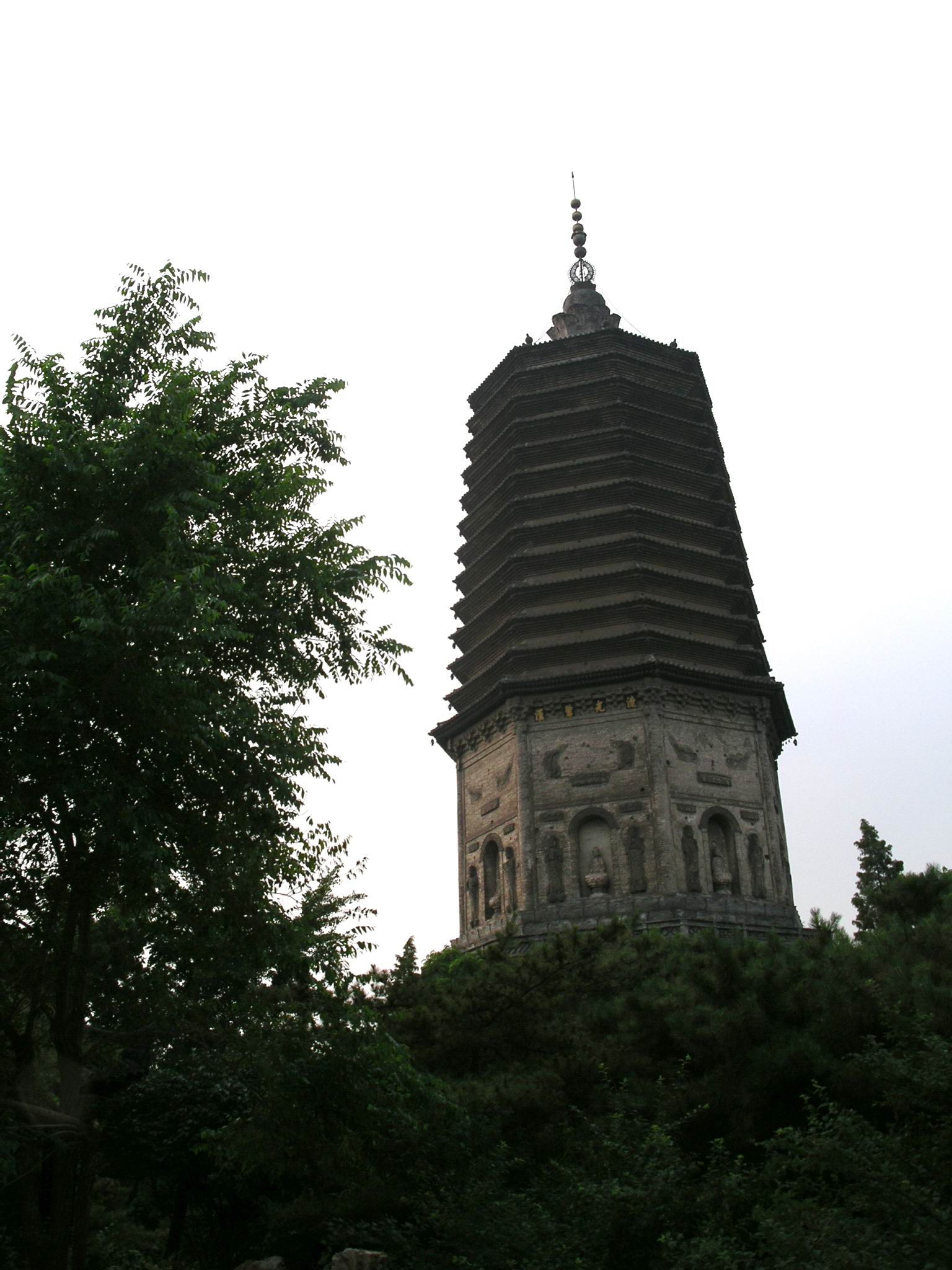
백탑

랴오양(遼陽)은 양평(襄平)으로 불렸고, 이 지방 일대를 중국이 지배하던 중 중심지가 되었다. 전국시대에 연나라의 요동부의 중심이 되었다. 진나라(秦)는 요동부의 군치(郡治)를 이곳에 두었고, 전한과 후한의 시대에는 영토가 동으로 확대하여 현토군(玄菟郡)에 속하였다.
고구려가 양평(襄平)을 차지한 후 요동성이란 이름으로 불렸다. 당나라가 고구려를 멸하고 설치한 안동도호부(安東都護府)는 후에 소재지를 평양에서 이곳 양평으로 옮겼다.
요나라 시대에 요양으로 개명하여 요의 부도(副都,陪都)동경 요양부(東京遼陽府)가 되었다. 금나라도 동경요양부(東京遼陽府)를 부도(副都)로 하였다. 이 시기 동경에 있었던 황족 烏禄은 제 4대 황제 해릉왕(海陵王)에 반항하는 세력에 의해 옹립되어 해릉왕을 멸하고 제5대 황제 금 세종으로 즉위하여 요양에 백탑(白塔)등을 건설하였다.
원나라는 요양 행중서성(遼陽行中書省)을 두었고, 명나라는 요동도사(遼東都司)를 이곳에 설치하였다. 후금은 1622년 요양으로 천도하였다가 요양의 교외에 동경성을 쌓았다. 3년후 봉천(奉天)으로 천도할 때 동경성의 목제와 석재가 봉천으로 운반되어 동경성은 폐허가 되었다. 요양은 그 후 요양주로 개칭하고 봉천을 본거지로한 성경장군(盛京将軍, 후의 봉천성 (奉天省))의 아래에 두었다.
러일전쟁 당시인 1904년 8월에서 9월에 벌어진 요양회전의 전장이 되었다.

## 주의할 점
- (청나라) 봉천성과 (중일전쟁시의) 봉천시를 구분하여야 한다.
  - 봉천시는 현재의 선양시가 청나라와 일제시대에 불렸던 옛 이름이다.
  - 봉천성 (省)은 청나라의 행정 구역이며, 현재는 개편을 통해 랴오닝성과 지린성으로 개편, 흡수되었다.

(옛 奉天省: 지금의 랴오닝성과 지린성의 동남부에 해당한다)

## 자매 우호협약 도시
- 울산광역시 남구